# Protifašistična fronta žensk
Protifašistična fronta žensk (AFŽ: srhrv. Antifašistički front žena) je bila ženska družbeno–politična organizacija, ustanovljena 6. decembra 1942 v Bosanskem Petrovcu, za predsednico pa izvolili hrvaško Srbkinjo Kato Pejnović, po rodu iz Smiljana. Pozdravni govor je imel Josip Broz-Tito.
Slovenska protifašistična ženska zveza je bila ustanovljena v Dobrniču 16. oktobra 1943. Zvezo so razpustili leta 1953 in namesto nje ustanovili Zvezo ženskih društev.

## AFŽ Jugoslavije po 2. svetovni vojni
Julija 1945 je bil v Beogradu prvi kongres AFŽ Jugoslavije, na katerem je bilo 960 delegatk, za predsednico AFŽJ je bila izbrana Spasenija "Cana" Babović.
Drugi kongres je bil 25. do 27. januarja 1948 v Beogradu. 826 delegatk je med drugim izvolilo za predsednico AFŽJ Vido Tomšič. Vida Tomšič je bila ponovno izvoljena za predsednico na tretjem kongresu (609 delegatk) leta 1950, AFŽJ in vse republiške organizacije so bile razpuščene leta 1953 na četrtem kongresu, ko so jo nadomestile organizacijske strukture za družbeno aktivnost žensk v okviru SZDL Jugoslavije, Slovenije itd.
AFŽ je predstavljala jugoslovanske ženske v mednarodnih ženskih zvezah. Jugoslovanska AFŽ je bila med organizacijami ustanoviteljicami Mednarodne demokratske federacije žena.